# Forgive and Regret
«Forgive and Regret» (с англ. — «Прости и пожалей») — восемнадцатая серия двадцать девятого сезона мультсериала «Симпсоны». Впервые вышла 29 апреля 2018 года в США на телеканале «FOX». С выходом этой серии мультсериал превзошёл сериал «Дымок из ствола» (англ. «Gunsmoke») по количеству эпизодов как самый длинный сериал, выходящий в прайм-тайм.

## Сюжет
Пытаясь покинуть таверну Мо, Гомер случайно опрокинул уличный фонарь. Появляется человек, просящий Гомера продать его машину за 500 долларов, чтобы исправить повреждения «любимого фонаря мэра». Гомер соглашается, однако его машина теперь используется в разрушительных гонках.
Находясь на дерби, у деда Симпсона случился сердечный приступ. Гомер столкнулся с выбором: либо наблюдать за гонками и увидеть, как его машина выигрывает, либо отвести отца в больницу. Гомер соглашается помочь ему. На смертном одре Эйб делает поразительное признание Гомеру, которое он прощает.
Однако дедушка в конечном итоге выживает, и Гомеру становится неудобно из-за признания отца, что ещё больше ухудшает их отношения. Семья, удивлённая «безмолвным обращением» Гомера, решает снова связать их, приводя только к ссоре между ними в таверне Мо и к неудачному сеансу в развлекательном центре. В конце концов, Эйб показывает, что он сказал Гомеру.
В детстве Гомера он и его мать Мона были связаны во время выпечки пирогов. После того, как она ушла из дома, Эйб, пытаясь забыть о Моне, сбросил с обрыва ящик с её рецептами. Семья настраивается против дедушки Симпсона и решает осудить его за действия в доме престарелых, но обнаруживает, что Эйб, который теперь чувствует себя виноватым за то, что он сделал много лет назад, идёт к обрыву, чтобы найти коробку. Гомер планирует остановить его.
Коробка с рецептами всё ещё лежит на скале, и Эйб может потерять его жизнь, доставая её. Гомер помогает ему спастись и достать коробку с рецептами. Вдруг дедушка выглядит так, будто жертвует собой, чтобы Гомер не мог добраться до него, но, когда Гомер добирается до него, оба приземляются на кровать, от которой Эйб избавился много лет назад. Однако коробка пуста…
Остановясь в кафе неподалёку, Гомер узнает вкус пирога, который он ест, — тот самый, который он и его мать вместе пекли. Официантка говорит ему, что когда-то она нашла рецепты, которые упали с обрыва, когда Эйб выбросил. Она отдаёт их Гомеру, впоследствии чего он снова мирится с отцом.
В финальной сцене Гомер снова покупает свою старую машину и обнаруживает, что Снежок V был там всё время.

## Производство
Серия должна была выйти 8 апреля, однако была перенесена.
Более длинный вариант вступительной сцены был вырезан, показывая только часть до названия сериала.

## Культурные отсылки
- Название серии — отсылка к выражению «forgive and forget» (с англ. — «Прости и забудь»).
- Вступительная сцена — отсылка к сериалу «Дымок из ствола» (англ. «Gunsmoke»), рекорд которого был побит «Симпсонами» в этой серии[1].
- Рекордный номер серии 636 был старым телефонным кодом Спрингфилда в серии «A Tale of Two Springfields»[4].

## Отношение критиков и публики
Во время премьеры на канале Fox эпизод просмотрели 2.47 млн человек с рейтингом 1.0, что сделало его самым популярным шоу на канале Fox в ту ночь. Деннис Перкинс из «The A.V. Club» дал эпизоду оценку B-, сказав, что серия «посвящает себя рассказу одной истории, опять возвращаясь к оправданно чреватым (с обеих сторон) отношениям отца и сына, между Эйбом и Гомером Симпсоном».
Тони Сокол из Den of Geek дал серии 3,5/5 звёзд.
На сайте The NoHomers Club согласно голосованию большинство фанатов оценили серию на 4/5 со средней оценкой 3.93/5.